# Teara ruptimacula
Teara ruptimacula är en fjärilsart som beskrevs av Felder 1874. Teara ruptimacula ingår i släktet Teara och familjen tandspinnare. Inga underarter finns listade i Catalogue of Life.